# 皮里奇 (謝爾比縣)
皮里奇（英語：Pea Ridge）是一個位於美國阿拉巴馬州謝爾比縣的非建制地區。該地的面積和人口皆未知。

## 地理
皮里奇的座標為33°09′11″N 86°55′40″W / 33.15306°N 86.92778°W，而該地的平均海拔高度為250米（即830英尺）。